# Єсебулатова
Єсебула́това (каз. Есеболат) — село у складі Аксуського району Жетисуської області Казахстану. Адміністративний центр Єсебулатовського сільського округу.
У радянські часи село називалось Єсебулатово.
Населення — 1240 осіб (2021; 1329 у 2009, 1437 у 1999, 1883 у 1989).